# Проспект 50 лет Октября (Саратов)
Проспе́кт 50 лет Октября́ — проспект на территории Ленинского и Кировского районов города Саратова. Является крупнейшей транспортной артерией, связывающей окраины с центральной частью города. Общая протяженность — 5 километров.
Нынешнее название было присвоено в 1967 году, в связи с юбилеем Октябрьской революции. Проспект образовался объединением Красноармейского шоссе, Монастырской улицы и Петровского тракта.

## Расположение
Является продолжением Большой Горной улицы, начинается от путепровода на «Стрелке», заканчивается в районе Трофимовского моста, переходя в улицу Панфилова. Географически протягивается с юго-востока на северо-запад. На всём протяжении имеет по 2 полосы в каждую сторону.
В основном на территории, через которую проходит проспект, расположены жилые дома, много магазинов, также имеются кварталы промышленной застройки, которая первоначально располагалась вдоль железной дороги.
От проспекта по ходу его расположения отходят:
Слева: Тракторная, Украинская, Волгоградская, Рябиновская, Алексеевская, Деловая, Сапёрная, Дубовикова, Одесская улицы и Молодёжный проезд
Справа: Деловой тупик, Красноармейский тупик, три путепровода
Пересекается: с Технической улицей.

## Предприятия
На проспекте расположено множество крупных промышленных предприятий:
- Саратовский радиоприборный завод
- ОАО «Тантал»
- ОАО «Жировой комбинат»
- ООО «СЭПО-ЗЭМ» (Саратовское Электроагрегатное Производственное Объединение)

- Саратовский радиоприборный завод
- СЭПО вид с ост 3 Дачная в Саратове